# Menhir de Bréau
Le menhir de Bréau, appelé aussi Pierre qui tourne du Moulin Neuf ou La Pierre à vinaigre, est un menhir situé au Fief-Sauvin, dans le département français de Maine-et-Loire.

## Protection
L'édifice est inscrit au titre des monuments historiques en 1990.

## Description
Le menhir est situé à peu de distance de la rive gauche de l'Èvre. Il est en schiste verdâtre, précambrien, infiltré de quartz. Sa hauteur oscille entre 3,30 m et 3,50 m compte tenu de la pente du terrain. Vu de face, les deux côtés se rejoignent légèrement pour former un large arrondi au sommet. Vu du côté ouest, sur son méplat, il semble se terminer en pointe. 
L'édifice aurait fait l'objet d'une fouille ancienne qui aurait révélé un calage avec des briques d'époque romaine.
Sur l'autre rive de l'Èvre, sur la commune de Beaupréau se dressait autrefois la Pierre Aubrée (Obrée, Au Bré), menhir en granit dont il ne subsiste que la partie enterrée, d'un diamètre moyen de 1,50 mètre.

## Folklore
Selon la tradition, le menhir tourne aux douze coups de minuit. La pierre sentirait le vinaigre.